# Phare de Tri Sestrice
Le phare de Tri Sestrice (en croate : Svjetionik Otočić Tri Sestrice) est un phare actif situé sur l'un des trois îlots Tri Sestrice proche de l'île de Rivanj dans le Comitat de Zadar en Croatie. Le phare est exploité par la société d'État Plovput .

## Histoire
Le phare fut construit, en 1899, sur l'un des trois îlots Tri Sestrice (Les Trois Sœurs). L'îlot se trouve à l'extrémité nord-ouest de l'île Rivanj à environ 16 km au nord-ouest de la ville de Zadar. Il marque le passage du Canale di Mezzo (en italien) entre la côte et les îles.

## Description
Le phare  est une tour carrée en maçonnerie de 16 m de haut, avec galerie et lanterne attachée à une maison de gardien d'un étage. Le bâtiment en couleur pierre et la lanterne est blanche. Il émet, à une hauteur focale de 16 m, deux éclats blancs et rouges, selon direction, toutes les 5 secondes. Sa portée est de 8 milles nautiques (environ 15 km) pour le feu blanc et 6 milles nautiques (environ 11 km) pour le feu rouge.
Identifiant : ARLHS : CRO-199 - Amirauté : E3106 - NGA : 12908 .

## Caractéristiques dufeu maritime
Fréquence : 5s (W-R)
- Lumière : 0.5 seconde
- Obscurité : 1 seconde
- Lumière : 0.5 seconde
- Obscurité : 3 secondes

|                 |
| Canale di Mezzo |

|                  |
| Les îles croates |

### Lien connexe
- Liste des phares de Croatie